# Eleição municipal de Goiânia em 1996
A eleição municipal de Goiânia em 1996 ocorreu no dia 3 de outubro do mesmo ano, como parte das eleições municipais brasileiras, para a eleição de um prefeito, um vice-prefeito e mais 33 vereadores. O ex-prefeito Nion Albernaz, eleito em segundo turno venceu o deputado Luiz Bittencourt, candidato que disputava o cargo máximo do poder executivo municipal. No mesmo dia também foram definidos os 32 representantes da população goianiense na Câmara Municipal de Goiânia. O prefeito, o vice-prefeito e os vereadores eleitos tomaram posse de seus cargos no dia 1° de janeiro de 1997 e seus mandatos terminaram em 31 de dezembro de 2000.

## Candidatos
| # | Nº | Candidato(a) a prefeito | Candidato(a) a prefeito                                         | Candidato(a) a vice-prefeito | Candidato(a) a vice-prefeito                       | Coligação |
| - | -- | ----------------------- | --------------------------------------------------------------- | ---------------------------- | -------------------------------------------------- | --- |
|   | 13 |                         | Valdi Camarcio (PT) Valdi Camarcio Bezerra                      |                              | Denise Carvalho (PCdoB) Denise Aparecida Carvalho  | Goiânia é vida - Partido dos Trabalhadores (PT) - Partido Comunista do Brasil (PCdoB) - Partido da Mobilização Nacional (PMN) |
|   | 15 |                         | Luiz Bittencourt (PMDB) Luiz José Bittencourt                   |                              | Josias Gonzaga (PMDB) Josias Gonzaga Cardoso       | Solidariedade, mutirão e progresso - Partido do Movimento Democrático Brasileiro (PMDB) - Partido Popular Socialista (PPS) - Partido Social Cristão (PSC) - Partido Social Democrático (PSD) - Partido Republicano Progressista (PRP) |
|   | 16 |                         | Martiniano Cavalcante (PSTU) Martiniano Pereira Cavalcante Neto |                              | Angela Barbosa (PSB) Angela Maria Barbosa de Souza | Frente Socialista - Uma Goiânia para nós - Partido Socialista dos Trabalhadores Unificado (PSTU) - Partido Socialista Brasileiro (PSB) - Partido Verde (PV)                                                                           |
|   | 18 |                         | Walter Souto (PST) Walter Souto de Souza                        |                              | João Freires (PTN) João de Brito Freires           | Frente Alternativa Popular - Partido Social Trabalhista (PST) - Partido Trabalhista Nacional (PTN) - Partido Democrático Trabalhista (PDT)                                                                                            |
|   | 45 |                         | Nion Albernaz (PSDB) Nion Albernaz                              |                              | Maria Valadão (PFL) Maria Bahia Peixoto Valadão    | Trabalho e Cidadania - Partido da Social Democracia Brasileira (PSDB) - Partido da Frente Liberal (PFL) - Partido Progressista Brasileiro (PPB)                                                                                       |

## Resultados

### Prefeito
| Candidato(a)                 | Vice                    | 1º turno 3 de outubro de 1996 | 1º turno 3 de outubro de 1996 | 2º turno 15 de novembro de 1996 | 2º turno 15 de novembro de 1996 |
| Candidato(a)                 | Vice                    | Total                         | Percentagem                   | Total                           | Percentagem                     |
| ---------------------------- | ----------------------- | ----------------------------- | ----------------------------- | ------------------------------- | ------------------------------- |
| Nion Albernaz (PSDB)         | Maria Valadão (PFL)     | 197.975                       | 44,52%                        | 247.833                         | 55,71%                          |
| Luiz Bittencourt (PMDB)      | Josias Gonzaga (PMDB)   | 118.688                       | 26,69%                        | 197.029                         | 44,29%                          |
| Valdi Camarcio (PT)          | Denise Carvalho (PCdoB) | 111.251                       | 25,02%                        | Não participaram                | Não participaram                |
| Martiniano Cavalcante (PSTU) | Angela Barbosa (PSB)    | 10.269                        | 2,31%                         | Não participaram                | Não participaram                |
| Walter Souto (PST)           | João Freires (PTN)      | 6.491                         | 1,46%                         | Não participaram                | Não participaram                |
| Total de votos válidos       | Total de votos válidos  | 444.674                       | 100,00%                       | 444.862                         | 100,00%                         |
| Votos apurados               |                         |                               |                               |                                 |                                 |
| Votos válidos                | Votos válidos           | 444.674                       | 90,84%                        | 444.862                         | 93,44%                          |
| Votos em branco              | Votos em branco         | 5.662                         | 1,16%                         | 5.070                           | 1,07%                           |
| Votos nulos                  | Votos nulos             | 39.166                        | 8,00%                         | 26.152                          | 5,49%                           |
| Total de votos apurados      | Total de votos apurados | 489.502                       | 100,00%                       | 476.084                         | 100,00%                         |
| Eleitores                    |                         |                               |                               |                                 |                                 |
| Comparecimento               | Comparecimento          | 489.502                       | 82,50%                        | 476.084                         | 80,23%                          |
| Abstenções                   | Abstenções              | 103.864                       | 17,50%                        | 117.282                         | 19,77%                          |
| Total de inscritos           | Total de inscritos      | 593.366                       | 100,00%                       | 593.366                         | 100,00%                         |

### Vereadores Eleitos
| Candidatos                        | Partido | Votos | Votos       |
| Candidatos                        | Partido | Total | Percentagem |
| --------------------------------- | ------- | ----- | ----------- |
| Francisco Sobrinho de Oliveira    | PPB     | 7.854 | 1,769%      |
| Helder Valin Barbosa              | PSD     | 6.093 | 1,372%      |
| Cláudio Olinto Meirelles          | PTB     | 5.863 | 1,32%       |
| Honor Cruvinel de Oliveira        | PSDB    | 5.851 | 1,318%      |
| Izidio Alves de Souza             | PL      | 5.651 | 1,273%      |
| Misael Pereira de Oliveira        | PPB     | 5.533 | 1,246%      |
| Hélio Seixo de Brito Junior       | PFL     | 5.250 | 1,182%      |
| Paulo Cezar Martins               | PMDB    | 4.890 | 1,101%      |
| Fábio Tokarski                    | PCdoB   | 4.802 | 1,082%      |
| Iram de Almeida Saraiva Junior    | PMDB    | 4.537 | 1,022%      |
| Giovani Antonio Barbosa           | PSD     | 4.506 | 1,015%      |
| Djalma Contiguiba Araújo          | PT      | 4.489 | 1,011%      |
| Milton José das Merces            | PSDB    | 4.457 | 1,004%      |
| Maria Roselene Deusdara Cruvinel  | PMDB    | 4.301 | 0,969%      |
| Anselmo Pereira da Silva Sobrinho | PMDB    | 4.235 | 0,954%      |
| Alfredo da Rocha Araújo Filho     | PSDB    | 4.230 | 0,953%      |
| Ozeas Porto Silva                 | PT      | 4.039 | 0,910%      |
| Daniel Messac de Morais           | PSD     | 4.019 | 0,905%      |
| Mozart Morais Almeida             | PMDB    | 3.889 | 0,876%      |
| Luís Cesar Bueno e Freitas        | PT      | 3.736 | 0,841%      |
| Pedro da Costa Freire             | PSDB    | 3.618 | 0,815%      |
| Sussumo Taia                      | PSD     | 3.572 | 0,805%      |
| Ageu Cavalvante                   | PSDB    | 3.560 | 0,802%      |
| Saulo Furtado                     | PPB     | 3.433 | 0,773%      |
| Antonio Carlos Ramos              | PL      | 3.347 | 0,754%      |
| Palmeron Rodrigues de Souza       | PTB     | 3.057 | 0,689%      |
| Marcelo Sampaio Martins           | PL      | 2.892 | 0,651%      |
| Olívia Vieira da Silva            | PCdoB   | 2.874 | 0,647%      |
| Daniel Antonio de Oliveira        | PST     | 2.233 | 0,503%      |
| Jair Emmanoel Bastos Sobrinho     | PSC     | 1.522 | 0,343%      |